# Distintivos das Armas, Quadros e Serviços do Exército Brasileiro
A seguir, estão representados os distintivos usados, atualmente, no Exército Brasileiro:
Todos os distintivos aqui representados são dourados, utilizados por oficiais e praças . Alguns são privativos somente de oficiais.
| Arma/Quadro/Serviço                                                                           | Distintivo | Cor           | Descrição |
| --------------------------------------------------------------------------------------------- | ---------- | ------------- | --- |
| Arma de Infantaria Abreviatura: INF                                                           |            | Verde         | Dois fuzis cruzados com uma granada de mão no cruzamento. |
| Arma de Cavalaria Abreviatura: CAV                                                            |            | Vermelho      | Duas lanças cruzadas com bandeirolas e um laço de fita no cruzamento. |
| Arma de Artilharia Abreviatura: ART                                                           |            | Azul Ultramar | Um candeeiro incandescente. |
| Arma de Engenharia Abreviatura: ENG                                                           |            | Azul turqueza | Um castelo. |
| Arma de Comunicações Abreviatura: COM                                                         |            | Azul Celeste  | Um círculo vazado irradiando quatro vetores para os pontos cardeais. Chamado de Vetorial. |
| Quadro de Engenheiro Militar Abreviatura: QEM                                                 |            | Azul turqueza | Uma roda dentada vazada circunscrevendo um castelo. |
| Quadro de Material Bélico Abreviatura: MB ou Mat Bel                                          |            | Cinza         | Dois canhões coloniais cruzados. |
| Quadro Auxiliar de Oficiais Abreviatura: QAO                                                  |            | Azul          | Uma roda dentada vazada com um sabre, tendo cruzadas, no interior do vazamento, duas penas. |
| Aviação do Exército Abreviatura: Av Ex                                                        |            | Azul turqueza | Símbolo do Exército Brasileiro, superposto ao gládio alado, que remonta ao símbolo da antiga 5ª arma do Exército, a Aviação Militar.                                                                         |
| Serviço de Intendência Abreviatura: INT                                                       |            | Amarelo       | Uma folha de acanto com a base voltada para a esquerda e a ponta para a direita do observador, quando colocado do lado esquerdo do usuário, e em posição inversa quando colocado no lado direito do usuário. |
| Serviço de Saúde - Médico Abreviatura: SAU                                                    |            | Vermelho      | Uma serpente enleando um sabre. Usada somente por oficiais. |
| Serviço de Saúde - Dentista Abreviatura: SAU                                                  |            | Vermelho      | Uma haste enleada por duas serpentes. Usada somente por oficiais. |
| Serviço de Saúde - Farmacêutico Abreviatura: SAU                                              |            | Vermelho      | Uma ânfora com uma serpente. Usada somente por oficiais. |
| Serviço de Saúde - Enfermagem Abreviatura: SAU                                                |            | Vermelho      | Uma lamparina sobreposta a um sabre. Usada somente por oficiais. |
| Serviço de Veterinária - Veterinário Abreviatura: VET                                         |            | Vinho         | Um facho com uma serpente enleada em forma de "V". Usada somente por oficiais. |
| Serviço de Assistência Religiosa do Exército - Capelão Militar Católico Abreviatura: SAREX    |            | Preto         | Uma cruz latina. Usada somente por oficiais. |
| Serviço de Assistência Religiosa do Exército - Capelão Militar Protestante Abreviatura: SAREX |            | Preto         | Uma Bíblia Sagrada com uma tocha acesa em seu interior. Usada somente por oficiais. |